# Abenaki

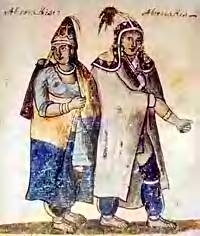
Cuplu Abenaki

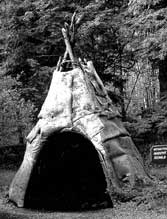
Un wigwam al tribului Abenaki

Abenaki (abanki) este o confederație a populațiilor indiene din America de Nord, vorbitoare de limbi algonkin, care trăiesc mai ales în Quebéc, Canada și Maine, SUA. Populațiile abenaki contemporane consideră că teritoriile lor natale se situează la sud de Quebéc și de statele americane Vermont și New Hampshire și parțial în statele Maine și New York. Numele abenaki înseamnă oamenii răsăritului sau esticii și se aplică unui număr de grupuri care au format confederația pentru a opune rezistență Confederației Irocheze, în special mohawk. 

## Istoric
În sec.XVII, abenakii s-au aliat cu francezii împotriva englezilor dar, după înfrângeri serioase, s-au retras în Canada, mulți stabilindu-se ulterior la Saint-François-du-Lac și Bècancour, lângă Trois-Rivières ,Quebéc. Mai există rezervații și în Maine și în New Brunswick, Canada. Numărul total al membrilor populației abenaki este de cca 12 000.